# やったね!ラモズくん
『やったね!ラモズくん』は、樫本学ヴによる日本の4コマ漫画作品。『月刊コロコロコミック』（小学館）にて、1993年8月号から1998年2月号まで連載された。

## 内容
最初期のJリーグが題材の4コマ漫画。キャラクターは実在のJリーグの人気選手の名前をひねったものである（例:ラモス⇒ラモズ）。なお彼らが所属するプロリーグはSJ (Super・Johdan) リーグである。最終回で「第1部-フランスへの道- 完」と締められたが、主人公のモデルとなったラモス瑠偉が連載終了の9ヶ月後に現役を引退した影響からか、結局第2部が描かれる事はなかった。
不自由な頭髪をネタにしたギャグや、後述する連続シリーズの様に、サッカーとは関係ない話ばかりである。また、下ネタやホモネタも多かったが、連載後期からはあまり行われなくなった。

## 登場人物

### 主要人物
ラモズ
主人公。なにかと下品なギャグや悪戯をする。かずに恋愛感情を持っていて、よく迫る。つまらないシャレを言った相手に対してバズーカを持ち出して攻撃することもある。モデルはラモス瑠偉。
キタサワ
ラモズの相方的存在。時々「でちゅ。」と語尾に付ける事があり「キーちゃん」と呼ばれる。ラモズが移籍した際も一緒に居ることが多かった。モデルは北澤豪。
かず
基本的に常識人。ラモズに迫られる事が多いが遠ざけてはいない。しかし、CM撮影のネタで大ボケをかました事がある。モデルは三浦知良。
グロンパス
『名古屋グロンパス』のマスコット。初期には何かと一番散々な目に遭うキャラだった。ちなみに身体の黒ぶちの部分は服。後に『がんばれ!名古屋くん』という彼が主人公のシリーズも展開され、第一部の最終回では清水さん（清水エスパルスのマスコット・パルちゃんをモデルとしたキャラ）と結婚し、子供もできた。モデルは名古屋グランパスエイトのグランパスくん。
アルチンド
ラモズと一二を争うボケキャラ。『ウガ。』しか喋れないがちゃんと相手には伝わっている。モデルはアルシンド。初期には名前が「マルシンド」だった。
スキカラ
ハゲキャラの中では一番出番が多い。警察ものやゲームものでは大抵悪役をやらされるが、カツラによるギャグが多い。JFL移籍後も登場しているが、コミックスでの人物紹介では所属チームが「?」になっていた。モデルは鋤柄昌宏。
カッシー
この漫画の作者。他の漫画と同じ風貌で登場する。グロンパスくんのネタの落ちではコマの隅で泣いていることが多い。

### その他
カワクチ
モデルは川口能活。女性にとてももてる。CMの影響で改造されたことがある。
マヘゾノ
かずと同様に登場時は常にツッコミ役。モデルは前園真聖。
ジョー
常に真顔な男。モデルは城彰二。
ナガヤマ
通称：ゴン。イクダ智子（生田智子）と結婚を挙げるが、「ゴン家」となっていた。モデルは中山雅史。
オガノ
通称：野人。無口でニヒルな性格。『リッジレーサー』のネタで神速のように走らされる。モデルは岡野雅行。
タケッダ
モデルは武田修宏。チュピロ磐田在籍時にはスキラッチョの影武者として頭を剃られる憂き目に遭った。
ウーコ・マラドンナ
頭に糞を乗せている。モデルはウーゴ・マラドーナ。
ガトウキュー
元日本代表監督および元強化委員長。『オバケのQ太郎』のような格好をしており、代表ユニフォームに採用し選手に無理やり着せたこともある。モデルは加藤久。
フクーダ
足が速い。モデルは福田正博。
モネエル
モデルはモネール。
モネエル星人
巨大な侵略宇宙人。「モネモネ～」としか喋れない。
シヂマール
モデルはシジマール。腕がほぼ無限大に伸びる。
ダカギ
モデルは高木琢也。ボーっとしていても点が取れる。連載末期に登場した際は全くの別人のようなキャラになっていた。
モーリヤマ
モデルは森山佳郎。喜ぶとユニフォームを脱ぐ。
ドォンガ
モデルはドゥンガ。某爆発漫画の影響で被爆したことも。
アギタ
モデルは秋田豊。長い顎が特徴だが、ネタにされる。
ナカータ
モデルは中田英寿。第1部最終回ではカッシーが第2部『やったね!ナカータくん』の主役になっているかもしれないと発言した。
オスカー
ラモズが入団した初期の京都パープリサンガ監督。チームの不振に苦しめられ、程なく解任される。自分の名前をあしらったダジャレを言う事があった。モデルはジョゼ・オスカー・ベルナルディ。
ガモシュー
日本代表監督。真面目だが、たまにボケる。モデルは加茂周。
スキラッチョ
スキカラと同じく頭髪に悩んでいる。モデルはサルヴァトーレ・スキラッチ。
エムボマ
本編に二回だけ登場。名前に引っ掛けて「えっ」「む～」「ボー」「まぁね」の台詞だけで4コマを成立させた。モデルはパトリック・エムボマ。
ヤス
かずの兄。かずがラモズを連れて来訪した際に名前に引っ掛けて『おいでヤス。』と挨拶し、夫人共々ラモズの怒りを買う。モデルは三浦泰年。

## シリーズもの
超巨大4コマ劇場
　毎回中ほどの3ページを使って掲載される企画で、オチを見開き一杯に描くというもの。「4コマ」と言われているが実際は前フリで4コマの計6コマであり、「2コマサービスしておきました」といった注釈が毎回書かれている。最終回では見開きの半分を使って20コマ以上となった。
　沢田ユキオ『スーパーマリオくん』でも「超デカ巨大4コマ劇場・2コマサービスしときました」としてそのままの形でパロディされた。
『ラモえもん』シリーズ
『ドラえもん』のパロディ。原作者の藤子・F・不二雄存命中に堂々と行われたパロディであるが、2013年に東京タワーで行われた藤子・F・不二雄展では、樫本自身が15年ぶりに色紙に書き下ろしイラストを寄稿し、「もう二度とコイツは描きません」とのコメントが添えられていた。
『ラモズ刑事（デカ）』シリーズ
ラモズとキタサワが刑事に扮している。
『ラモ田一耕助』シリーズ
『金田一耕助シリーズ』のパロディ。ラモ田一耕助が事件現場においてはめ絵に落書きをする、湖から足を突き出している被害者の遺体にカンチョーをする、というオチで事件を解決したことはない。
『絵描き唄』シリーズ
キャラクターの顔を排泄系の下ネタを入れた絵描き唄で描いていく。
『連続ドラマ がんばれ!名古屋くん』シリーズ
グロンパスを『新人サラリーマン・名古屋くん』として主人公にしたもの。基本的に登場人物は全員マスコット。
『実験』シリーズ
対象を普通の人（かず）、アホな人（キタサワ）、ヅラの人（スキカラ）として様々なシチュエーションでの反応を見ていく。
オチはスキカラがシチュエーションの要となるものをヅラ代わりに被り、ラモズが驚愕しつつ突っ込みを入れるというのが基本。